# Los Amigos del Beta Bandidos
Albums de The Beta Band
The Patty Patty Sound
(1998) The Three EPs
(1998)
Los Amigos del Beta Bandidos est le troisième EP du groupe The Beta Band, sorti en 1998. Cet EP a été réuni avec les deux autres EP du groupe (Champion Versions sorti en 1997 et The Patty Patty Sound sorti en 1998) pour la compilation The Three EPs.

## Liste des titres
1. Push It Out - 5:22
2. It's Over - 3:50
3. Dr. Baker - 4:08
4. Needles in My Eyes - 4:32